# Fleetwings PQ-12
Fleetwings PQ-12  là một loại bia bay có điều khiển của Hoa Kỳ trong thập niên 1940, do Fleetwings thiết kế phát triển cho Quân đoàn Không quân Lục quân Hoa Kỳ.

## Biến thể
XPQ-12
XPQ-12A
YPQ-12A
PQ-12A